# Station de Sermilik
Pour les articles homonymes, voir Sermilik (homonymie).
La station de Sermilik est une station de recherches glaciologiques, géophysiques et météorologiques située sur l'île d'Ammassalik, dans la municipalité de Sermersooq, au Groenland. Cet établissement de recherches scientifiques a été construit en 1970.

## Historique
Les premières études glaciologiques réalisées dans la région d'Ammassalik se déroulent dans la première moitié des années 1930. Ces recherches sont effectuées par géologue danois K. Mithers lors d'une exploration polaire dirigée par Knud Rasmussen sur la côte du roi Frederick VI (en),,. En 1957 et 1958, lors de l'année géophysique internationale, le centre de recherche danois privilégie l'étude du glacier de Mittivakkat. Au début des années 1960, en 1961, le géographe Børge Fristrup (da) continue les recherches faites sur ce glacier. La station de recherche et d'observation de Sermilik est construite et inaugurée en 1970. La station se compose alors d'un bâtiment préfabriqué possédant une surface de 90 m2. Il est aménagé sur l'île d'Ammassalik, en bordure de la vallée de Mittivakat, au niveau de l'extrémité sud-est du fjord de Sermilik. Le centre scientifique a pour principal vocation d'observer et de surveiller l'évolution du glacier. Cependant, les premiers relevés de turbidité et de flux sédimentaires sont effectués qu'à partir 1972.
Au printemps de la même année, la station fait l'objet d'une destruction par une avalanche de neige. Un nouveau bâtiment pour abriter le centre de recherche  — cette fois-ci d'une surface de 60 m2 — est construit en 1973  à 100 m de l'établissement d'origine,. En 1990 un groupe de scientifiques formés au département de géographie de Copenhague et dont le domaine de recherche porte sur la géophysique de l'arctique est constitué et opère à la station. Depuis 1997, la station scientifique de Sermilik abrite également un centre de recherches météorologiques.
En 2022, l'université de Graz a signé un accord de coopération avec l'université de Copenhague et a construit, grâce à un don de l'entrepreneur autrichien Christian Palmers, un autre bâtiment de deux étages qui pourra accueillir 25 chercheurs à partir de 2024.

## Situation

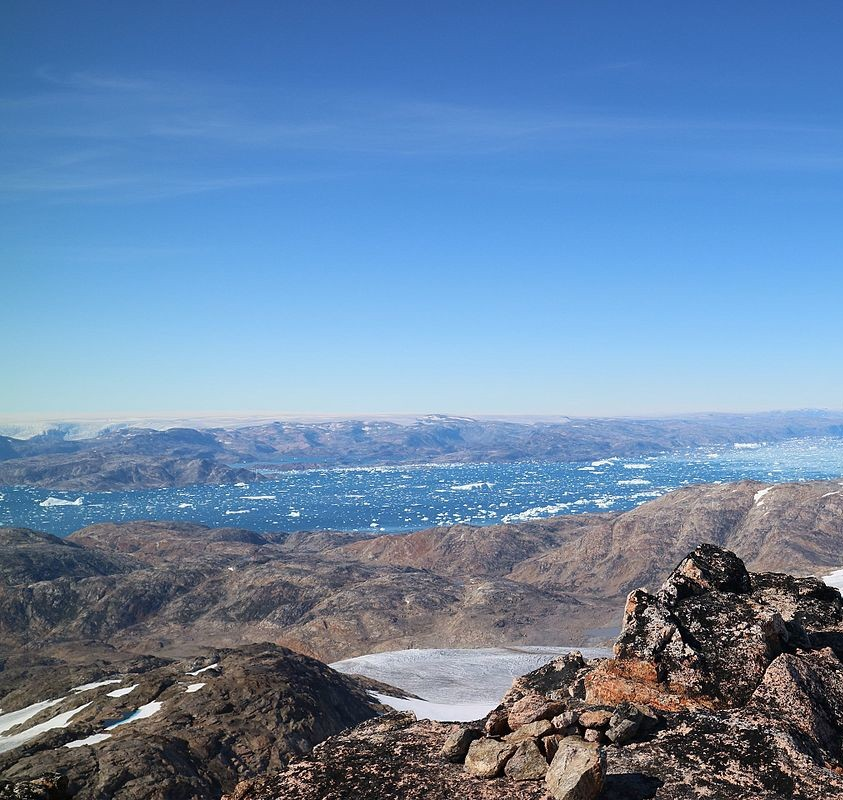
Le fjord Sermilik et le glacier Mittivakkat.

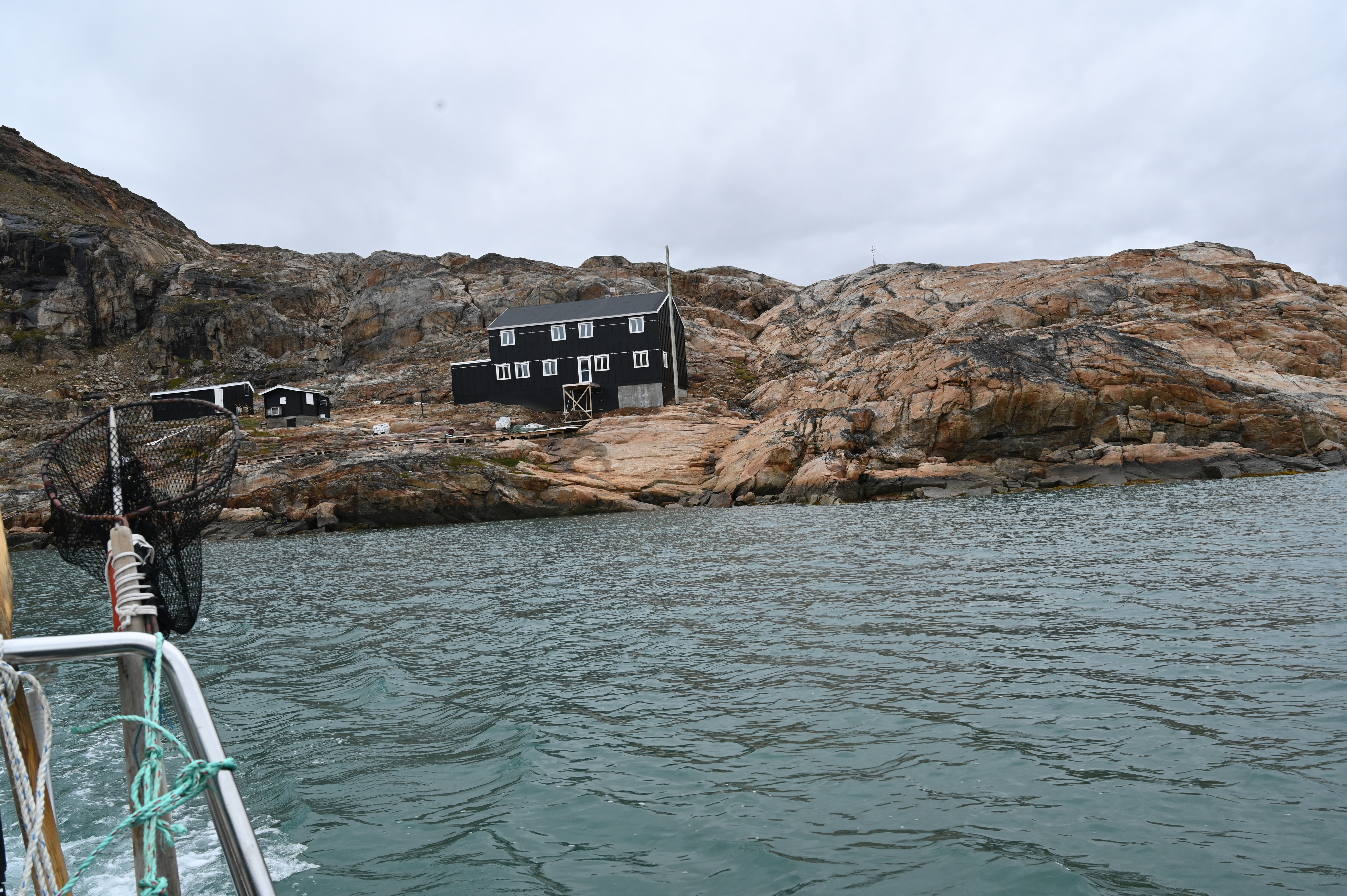
Station de Sermilik (2023)

La station de recherches est installée sur l'île d'Ammassalik, une terre localisé dans la partie orientale de Sermilik, fjord dont l'embouchure se trouve située dans la municipalité de Sermersooq, dans la partie sud-est du Groenland. Les bâtiments abritant la station sont construits en bordure du glacier de Mittivakkat (en), à 65° 40' de latitude nord et à 38° 10' de longitude ouest, soit au point de coordonnées géographiques 65° 40′ 50″ N, 37° 54′ 51″ O),,.

## Pour approfondir